# Leucania mimica
Leucania mimica là một loài bướm đêm trong họ Noctuidae.